# 勒穆瑞斯
勒穆瑞斯（英語：Lemures）古罗马神话与宗教中的神祇之一。其事迹见古罗马相关作家之著述。在古罗马得到古罗马人崇拜并受到广泛供奉，具有重要地影响与积极意义。